# Teoria niebezpieczeństwa
Teoria niebezpieczeństwa, opracowana przez Polly Matzinger w 1994 roku, jest próbą odpowiedzi na pytanie, w jaki sposób układ odpornościowy reaguje na zagrożenie organizmu patogenem. W szczególności chodzi tutaj o zastąpienie stwierdzenia "układ odpornościowy odróżnia swoje od obcego", stwierdzeniem "układ odpornościowy odróżnia bezpieczne od niebezpiecznego". Pierwotnie teoria niebezpieczeństwa miała tłumaczyć pewne zagadnienia związane z chorobami autoimmunizacyjnymi, lecz okazało się, że można ją rozciągnąć na wiele bardzo odległych od siebie zagadnień związanych z immunologią.
Kluczowym pojęciem, związanym z teorią niebezpieczeństwa, jest prezentacja antygenu. Według Matzinger, dany antygen może być zignorowany przez układ odpornościowy, jeśli nie zostanie uznany za niebezpieczny, w przeciwnym wypadku rozwinie się odpowiedź odpornościowa, doprowadzająca do jego eliminacji. Tak więc w procesie prezentacji antygenu powinien pojawić się dodatkowy sygnał, tzw. sygnał niebezpieczeństwa, który pozwoli na prawidłową interpretację zaistniałej sytuacji i podjęcie odpowiednich czynności.
Przykładem działania sygnału niebezpieczeństwa może być następująca obserwacja. W próbach terapii genowej hemofilii (u myszy) stosuje się różne wirusy, które umożliwiają wprowadzenie i produkcję brakującego czynnika IX krzepnięcia krwi. Zastosowanie niektórych wirusów powoduje, że następuje produkcja czynnika IX, przy czym nie stwierdza się żadnych oznak odpowiedzi odpornościowej. Jednak inne wirusy zastosowane w tej terapii mogą wywołać silną odpowiedź odpornościową, zarówno względem siebie, jak i względem czynnika IX, co powoduje, że terapia nie daje pozytywnego wyniku. Takie i inne obserwacje pozwalają na stwierdzenie, że odpowiedź na jeden antygen (tutaj czynnik IX), jest uzależniona od odpowiedzi na inny antygen. W opisywanym przykładzie sygnał niebezpieczeństwa stanowią białka wirusowe, które informują układ odpornościowy o zaistnieniu zagrożenia. Inne wirusy, posiadające odmienne białka, nie są uznawane za niebezpieczne, więc nie dochodzi do powstania odpowiedzi na ten sam antygen (czynnik IX), które w innym przypadku był uznany za niebezpieczny.

## Podstawowe założenia modelu niebezpieczeństwa
Teoria Matzinger w rzeczywistości obejmuje większość procesów, związanych z prezentacją antygenu i pobudzeniem odpowiedzi odpornościowej. Obejmuje ona zagadnienie aktywacji limfocytów dziewiczych, limfocytów pamięci oraz komórek prezentujących antygen i wzajemnych interakcji tych wszystkich komórek.
Przede wszystkim na uwagę zasługują profesjonalne komórki prezentujące antygen. Są to takie komórki, które mogą wyłapywać antygen z otaczającego środowiska, przetwarzać go we wnętrzu i po przejściu do węzłów chłonnych prezentować dziewiczym limfocytom Th. Ponieważ tylko profesjonalne komórki prezentujące antygen mogą pobudzać limfocyty T dziewicze, a co za tym idzie, zapoczątkować odpowiedź pierwotną, one właśnie muszą rozpoznać sygnał niebezpieczeństwa. Jeśli zostanie on odebrany, na komórce prezentującej antygen dojdzie do ekspresji cząsteczek drugiego sygnału (patrz: prezentacja antygenu) i pobudzenia swoistych antygenowo limfocytów Th, a w konsekwencji do rozwoju odpowiedzi odpornościowej. Jeśli natomiast sygnał niebezpieczeństwa nie zostanie odebrany, nie dojdzie do ekspresji cząsteczek drugiego sygnału. Konsekwencją takiego stanu rzeczy będzie anergia klonalna lub apoptoza limfocytów Th rozpoznających antygen, w wyniku czego nie tylko nie dojdzie do odpowiedzi odpornościowej względem niego, ale limfocyty swoiste dla danego antygenu nie będą przez pewien czas w ogóle pobudzane przez żaden inny sygnał lub zostaną całkowicie usunięte.
Załóżmy teraz, że doszło do aktywacji limfocytów Th (sygnał niebezpieczeństwa jest obecny). Pobudzone komórki Th mogą aktywować limfocyty B do wytwarzania przeciwciał, przy czym swoją obecnością oferują im drugi sygnał. Pierwszy sygnał stanowi antygen związany przez BCR. Limfocyty B będą teraz przekształcać się komórki plazmatyczne oraz limfocyty B pamięci. Gdy odpowiedź pierwotna zakończy się, jedynymi pozostałymi przy życiu limfocytami będą komórki pamięci, które po odpowiednim pobudzeniu zapoczątkują odpowiedź wtórną. Gdyby nie doszło do aktywacji swoistych limfocytów Th, a limfocyty B wiązałyby dany antygen, to na skutek braku drugiego sygnału (limfocytów Th) limfocyty B uległyby anergii klonalnej lub apoptozie. Odpowiedź pierwotna nie rozwinęłaby się, co byłoby konsekwencją braku sygnału niebezpieczeństwa na etapie pobudzenia limfocytu Th.
Zajmijmy się teraz odpowiedzią wtórną. W tym wypadku praktycznie wszystkie założenia są podobne, z jednym wszak wyjątkiem: do aktywacji limfocytów Th pamięci może dojść w wyniku ich interakcji z innymi komórkami prezentującymi antygen, nie tylko komórkami dendrytycznymi. W związku z tym mogą tu funkcjonować makrofagi i limfocyty B. Także one muszą być wcześniej pobudzone sygnałem niebezpieczeństwa. Ze względu jednak na szersze spektrum komórek, pobudzenie limfocytów Th zachodzi łatwiej i szybciej. Jednakże brak sygnału niebezpieczeństwa, przy jednoczesnej prezentacji antygenu poprzez MHC klasy II, spowoduje, że nawet komórki pamięci mogą ulec anergii klonalnej lub apoptozie.
Podsumowując:
- odpowiedź pierwotna jest uruchamiana jedynie przez profesjonalne komórki prezentujące antygen (komórki dendrytyczne). Przy istnieniu sygnału niebezpieczeństwa dochodzi do ekspresji cząsteczek drugiego sygnału i uruchomienia limfocytów Th. W przeciwnym przypadku drugi sygnał nie występuje, a komórki Th ulegają apoptozie lub anergii klonalnej i nie mogą pełnić funkcji doprowadzających do zniszczenia patogenu
- odpowiedź wtórna także jest uzależniona od sygnału niebezpieczeństwa, ale dotyczy jedynie komórek Th pamięci. Zasada pobudzania lub dezaktywacji danego klonu limfocytów Th jest taka sama, ale funkcję komórek prezentujących antygen mogą pełnić także inne populacje leukocytów (np. limfocyty B).

## Czym jest sygnał niebezpieczeństwa
W teorii niebezpieczeństwa stan zagrożenia musi być zasygnalizowany w jakiś sposób komórce prezentującej antygen. Dzieje się to na skutek działania odpowiednich cząsteczek, które mogą wiązać się z receptorami na komórce prezentującej antygen. Substancje te mogą mieć dwojakie pochodzenie: endogenne, czyli będące wytworami samego organizmu oraz egzogenne, czyli charakterystyczne dla patogenów.

### Sygnały endogenne
Najlepiej scharakteryzowanymi endogennymi cząsteczkami stanowiącymi sygnał niebezpieczeństwa są białka szoku cieplnego (HSP). Wbrew nazwie, nie są one wytwarzane jedynie w odpowiedzi na oparzenie lub przegrzanie organizmu - ich synteza następuje w wyniku zadziałania na komórkę dosyć szerokiego zakresu czynników uszkadzających. Istnienie HSP świadczy więc o patologicznym zniszczeniu komórek (nekrozie), ale nie jest związane z programowaną, "przewidzianą" przez organizm śmiercią komórki (apoptozą). Nekroza jest zwykle wywoływana przez niesprzyjające warunki dla rozwoju komórki lub przez obecność patogenu. Synteza HSP pozwala czasem na wykrycie niebezpieczeństwa nawet wtedy, gdy sam patogen nie został jeszcze wykryty przez układ odpornościowy. Niezależnie jednak od przyczyny pojawienia się HSP, stanowią one niezwykle istotny sygnał niebezpieczeństwa, gdyż w prawidłowych warunkach w zasadzie nie powstają.
Obok HSP, endogenne sygnały niebezpieczeństwa mogą pełnić też substancje zaangażowane w obronę organizmu i świadczące o zapoczątkowaniu nieswoistej odpowiedzi odpornościowej. Przykładami mogą być cytokiny (np. wydzielane przez zakażone wirusem komórki interferony) oraz reaktywne związki tlenu. Również takie substancje jak nukleotydy, które normalnie nie występują w przestrzeni międzykomórkowej, świadczą o rozpadzie komórek i niebezpieczeństwie. Wszystkie te substancje mogą wiązać się ze swoistymi receptorami na komórkach prezentujących antygen i stanowić sygnał niebezpieczeństwa.

### Sygnały egzogenne
Egzogenne sygnały niebezpieczeństwa obejmują liczne cząsteczki, które są charakterystyczne dla patogenów, ale nie występują w organizmie atakowanym przez patogen. Cząsteczki takie noszą nazwę wzorców molekularnych związanych z patogenami (w skrócie PAMP). Przykładem może być 2-niciowy RNA (charakterystyczny dla niektórych wirusów) lub lipopolisacharyd (występujący tylko u bakterii gramujemnych. Na komórkach prezentujących antygen znajdują się receptory dla PAMP (tzw. receptory rozpoznające wzorce), które swoiście wiążą daną cząsteczkę PAMP. Jak nietrudno zauważyć, pojawienie się PAMP jednoznacznie świadczy o infekcji, jest więc istotnym sygnałem niebezpieczeństwa.

## Zastosowanie teorii niebezpieczeństwa
Teoria niebezpieczeństwa, mimo że nie jest jeszcze w pełni dopracowana, daje możliwość wytłumaczenia pewnych zjawisk, które do tej pory ciężko lub wcale nie dawało się wytłumaczyć. Jest ona użyteczna w opracowaniu modeli przebiegu chorób autoimmunizacyjnych, tolerancji immunologicznej, immunologii nowotworów, czy też w eksperymentach związanych z terapią genową i szczepionkami. Model niebezpieczeństwa tłumaczy także działanie adiuwantów, które potrafią wzmocnić lub wręcz wywołać odpowiedź na antygen, który normalnie wywołują słabą lub żadną odpowiedź odpornościową. Dodatkowo, od momentu prób dotyczących sztucznych układów odpornościowych, teoria niebezpieczeństwa zyskuje dodatkowy wymiar, jakim jest zastosowanie techniczne (informatyka).
Podsumowując, można stwierdzić, iż niezależnie od pewnych braków i sprzeczności w modelu niebezpieczeństwa, stanowi on jeden z ważniejszych kroków w rozwoju immunologii.